# 오구로 마사시
오구로 마사시(大黒 将志, 1980년 5월 4일, 일본 오사카부 도요나카시)는 일본의 전 축구 선수이다. 현역 시절 포지션은 공격수였다.

## 구단 경력
오구로는 1999년부터 J리그의 축구 클럽 감바 오사카에서 뛰기 시작했다. 2001년, 그는 홋카이도 콘사돌레 삿포로로 임대되었고, 오사카로 돌아온 이듬 해 감바 오사카와 계약했다. 2004년, 오구로는 J리그 득점 순위 2위를 기록하며, 모든 일본 선수들 중 가장 많은 득점을 기록했다. 2005년 12월, 오구로는 프랑스 팀 그르노블 38에서 2006년 1월부터 뛰기로 계약했다. 2006년 8월에는 이탈리아의 축구 클럽 토리노 FC가 오구로를 영입했으나, 2008년 5월, 팀에서 방출당했다. 도쿄 베르디에서 뛰다가 2010년 요코하마 FC로 임대되었으나 6월 FC 도쿄로 다시 임대되었다.

## 국가대표팀 경력
그는 2005년 1월 29일 카자흐스탄과의 경기에서 일본 국가대표팀에 데뷔했다.2005년 FIFA 컨페더레이션스컵, 2006년 FIFA 월드컵에도 출전했다. 그는 2008년까지 국제 A매치 통산 22경기에 출전, 5득점을 넣었다.

## 기타
그는 한신 타이거스의 팬이다.

## 통계

### 구단
| 시즌  | 팀              | 국가     | 등급 | 경기 수 | 골 수 |
| ----- | --------------- | -------- | ---- | ------- | ----- |
| 1999  | 감바 오사카     | 일본     | 1    | 11      | 0     |
| 2000  | 감바 오사카     | 일본     | 1    | 7       | 1     |
| 2001  | 콘사돌레 삿포로 | 일본     | 1    | 4       | 0     |
| 2002  | 감바 오사카     | 일본     | 1    | 6       | 1     |
| 2003  | 감바 오사카     | 일본     | 1    | 26      | 10    |
| 2004  | 감바 오사카     | 일본     | 1    | 30      | 20    |
| 2005  | 감바 오사카     | 일본     | 1    | 31      | 16    |
| 05/06 | 그르노블        | 프랑스   | 2    | 17      | 5     |
| 06/07 | 그르노블        | 프랑스   | 2    | 2       | 1     |
| 06/07 | 토리노          | 이탈리아 | 1    | 7       | 0     |
| 07/08 | 토리노          | 이탈리아 | 1    | 3       | 0     |
| 2008  | 도쿄 베르디     | 일본     | 1    | 14      | 2     |
| 2009  | 도쿄 베르디     | 일본     | 2    | 39      | 21    |
| 2010  | 요코하마FC      | 일본     | 2    | 16      | 12    |

### 국가대표팀
| 일본 | 일본 | 일본 |
| 연도 | 출전 | 득점 |
| ---- | ---- | ---- |
| 2005 | 15   | 5    |
| 2006 | 6    | 0    |
| 2007 | 0    | 0    |
| 2008 | 1    | 0    |
| 통산 | 22   | 5    |

#### 국가대표팀 득점
| #  | 날짜             | 장소               | 상대                   | 점수 | 결과 | 대회                                   |
| -- | ---------------- | ------------------ | ---------------------- | ---- | ---- | -------------------------------------- |
| 1. | 2005년, 2월 9일  | 일본, 사이타마시   | 조선민주주의인민공화국 | 2-1  | 승   | 2006년 FIFA 월드컵 예선                |
| 2. | 2005년, 6월 8일  | 타이, 방콕         | 조선민주주의인민공화국 | 2-0  | 승   | 2006년 FIFA 월드컵 예선                |
| 3. | 2005년, 6월 19일 | 독일, 프랑크푸르트 | 그리스                 | 1-0  | 승   | 2005년 FIFA 컨페더레이션스컵 조별 리그 |
| 4. | 2005년, 6월 22일 | 독일, 쾰른         | 브라질                 | 2-2  | 무   | 2005년 FIFA 컨페더레이션스컵 조별 리그 |
| 5. | 2005년, 8월 17일 | 일본, 요코하마     | 이란                   | 2-1  | 승   | 2006년 FIFA 월드컵 예선                |

## 영예와 수상

### 개인 영예
- J리그 베스트 일레븐: 2004

### 팀 영예
- J리그 우승: 2005